# Maison au lieu-dit la Suisse
La Maison située au lieu-dit la Suisse est une maison située à Cerdon, dans le département de l'Ain. 

## Protection
La maison du Prince fait l’objet d’une inscription au titre des monuments historiques depuis le 8 décembre 1950. 